# Bernardo de las Cuevas
José Bernardo de las Cuevas y Ladrón de Guevara fue un militar chileno del siglo XIX. 

## Biografía
Nació en la estancia de sus padres llamada "Quimávida" en Doñihue. Fue el segundo de los hijos de Bernardo de las Cuevas y Pérez de Valenzuela, hacendado y terrateniente, dueño de una parte de la vasta estancia de "Quimávida", el cual a su vez, era primo hermano de Ignacio de la Carrera y de las Cuevas (padre de los hermanos Carrera), tío del criador de caballos chilenos de raza "Cuevana" Pedro de las Cuevas y Guzmán, y chozno nieto de Juan de Cuevas y Bustillos Terán (vecino fundador de la ciudad de Santiago de Chile el 12 de febrero de 1541, encomendero de Indios y alcalde y corregidor de Santiago de Chile. Su madre fue María Manuela Ladrón de Guevara y Guzmán (segunda mujer de su padre).  
Sus hermanos fueron Manuel, Pascuala, Mercedes, Carmen, María de la Cruz, y Rosario.

## Héroe de la Batalla de Rancagua

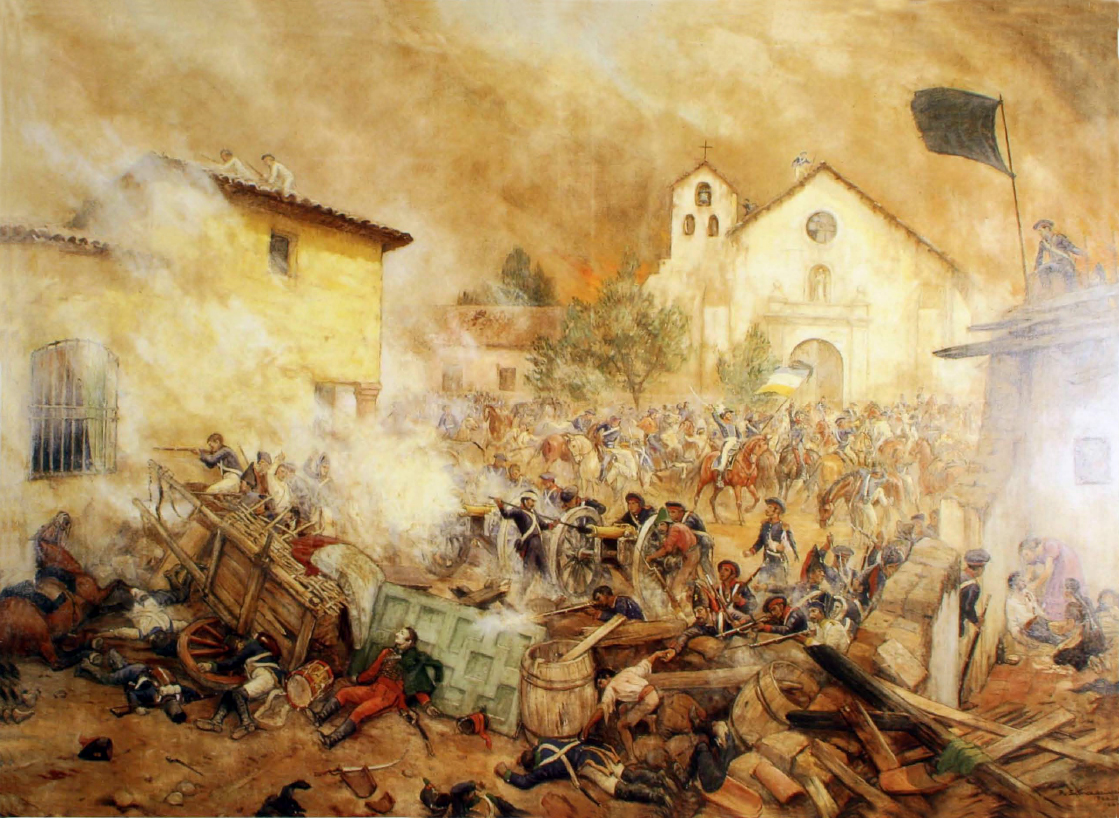
"Últimos momentos en Rancagua" por Fray Pedro Subercaseaux Errázuriz, OSB.

José Bernardo de las Cuevas fue Teniente Coronel del Ejército de Chile y Comandante del Regimiento de Milicias de Caballería de Sagunto de la ciudad de Rancagua. Por ser pelirrojo fue apodado como el "Colorado Cuevas", situación que finalmente le jugaría en contra. Como Teniente Coronel luchó con bravura en la batalla de Rancagua y, luego de ser tomado prisionero, fue fusilado por las tropas realistas por su gran parecido con Bernardo O'Higgins, ya que además de ser pelirrojo, usaba una vistosa casaca con galones y el pecho bordado con hilos de oro, por lo que los realistas estaban seguros de haber acabado con la vida de O'Higgins.
Luego del desastre de Rancagua, el gobierno realista lo sentenció como traidor (estando ya muerto), y se ordenó la enajenación y embargo de todos sus bienes. Una calle de la ciudad de Rancagua lleva su nombre, como homenaje a su memoria.

## Familia y descendencia
José Bernardo de las Cuevas y Ladrón de Guevara contrajo matrimonio con María Mercedes Pérez de Valenzuela y Latorre, y fueron los progenitores de:
- 1. Nicolás de las Cuevas y Valenzuela, nacido en Rancagua, como todos sus hermanos, en 1811.
- 2. Pedro Pablo de las Cuevas y Valenzuela, n. en 1813.
- 3. Pedro Pascual de las Cuevas y Valenzuela, n. en 1814, político liberal y revolucionario, exiliado al Perú por Diego Portales.
- 4. Juana de las Cuevas y Valenzuela, hija póstuma, n. en 1815.